# Søren Egge Rasmussen
Søren Egge Rasmussen, né le 2 juillet 1961, est un homme politique danois, membre de la Liste de l'unité.

## Biographie
Søren Egge Rasmussen est agriculteur de profession jusqu'en 2010, quand il devient le président du conseil d'administration de NRGi, un fournisseur d'électricité verte.
Engagé au sein de la Liste de l'unité, il est élu au conseil municipal d'Aarhus lors des élections municipales de novembre 1993, puis réélu lors du scrutin de 1997. Il n'est pas candidat à sa réélection en 2001.
Il est candidat aux élections législatives de novembre 2001, février 2005, novembre 2007 et septembre 2011, échouant à remporter un siège mais devenant à chaque fois le premier suppléant de son parti dans sa circonscription,,,. À ce titre, il siège comme membre temporaire du Folketing pendant plusieurs jours en 2002, 2005 et 2006.
Il est finalement élu député au Folketing lors des élections législatives de juin 2015. Il prend alors le rôle de porte-parole de son groupe parlementaire pour plusieurs thématiques comme l'alimentation, le logement et l'énergie.
Lors des élections législatives de juin 2019, il ne remporte pas directement de siège, devenant seulement le premier suppléant de Nikolaj Villumsen. Ce dernier ayant toutefois été élu au Parlement européen une semaine plus tôt, il choisit de ne pas siéger au Folketing, permettant à Søren Egge Rasmussen d'y obtenir un second mandat. Lors de la législature, il préside la commission parlementaire sur le logement.
Il est réélu pour un troisième mandat lors des élections législatives de novembre 2022, cette fois-ci dans le Jutland du Sud, alors qu'il était jusqu'ici député du Jutland de l'Est.